# Dance on Broadway
Dance on Broadway est un jeu de rythme sorti en 2010 sur Wii et PlayStation 3. Édité par Ubisoft, les créateurs de Just Dance, Dance on Broadway est également un jeu de musique basé sur la danse, mais avec des chansons tirées de comédies musicales plutôt que de musiques populaires. De plus, il fait partie de la franchise Just Dance.

## Liste des titres
Le jeu comprend 20 chansons.
| Titre                                  | Artiste                                  | Spectacle                | Année |
| -------------------------------------- | ---------------------------------------- | ------------------------ | ----- |
| " All That Jazz "                      | Velma Kelly                              | Chicago                  | 1975  |
| «Aquarius / Let the Sunshine In »      | The 5th Dimension                        | Hair                     | 1969  |
| "Bend & Snap"                          | Casting de Legally Blonde                | La revanche d'une blonde | 2001  |
| " Cabaret "                            | Casting de Cabaret                       | Cabaret                  | 1972  |
| "Dreamgirls"                           | Distribution de Dreamgirls               | Dreamgirls               | 1981  |
| " Fame "                               | Irene Cara                               | Fame                     | 1980  |
| " Good Morning Baltimore "             | Distribution de Hairspray                | Hairspray                | 2002  |
| " I Just Can't Wait to Be King "       | Distribution du Roi Lion de Disney       | Roi Lion de Disney       | 1994  |
| "Little Shop of Horrors"               | Casting de La Little Shop of Horrors     | Little Shop of Horrors   | 1982  |
| " Luck Be a Lady "                     | Robert Alda                              | Guys and Dolls           | 1950  |
| " Lullaby of Broadway "                | Wini Shaw                                | Chercheuses d'or de 1935 | 1935  |
| " Money, Money "                       | Casting de Cabaret                       | Cabaret                  | 1972  |
| " My Favorite Things "                 | Julie Andrews                            | La Mélodie du bonheur    | 1959  |
| " One Night Only "                     | Distribution de Dreamgirls               | Dreamgirls               | 1981  |
| "Roxie"                                | Roxie Hart                               | Chicago                  | 1975  |
| " Supercalifragilisticexpialidocious " | Distribution de Mary Poppins             | Mary Poppins             | 1964  |
| "Thoroughly Modern Millie"             | Distribution de Millie                   | Millie                   | 1967  |
| " Time Warp "                          | Casting de The Rocky Horror Picture Show | The Rocky Horror Show    | 1975  |
| " We're in the Money "                 | Ginger Rogers                            | Chercheuses d'or de 1933 | 1933  |
| " You Can't Stop the Beat "            | Distribution de Hairspray                | Hairspray                | 2002  |
| " Sixteen Going on Seventeen "         | Charmian Carr                            | La Mélodie du bonheur    | 1959  |

## Accueil
La version Wii a reçu "des critiques généralement défavorables" selon l'agrégateur de critiques Metacritic. Le site lui a attribué une note de 48 sur 100. 
The Observer a qualifié "la courte liste de 20 chansons" de "décevante" et s'est plaint que le suivi de mouvement de la version Wii "échoue lamentablement", mais a concédé que ce défaut "n'enlève rien au plaisir du jeu". GameFocus a critiqué l'absence d'un mode carrière, affirmant que ladite version console "manquait de progression et / ou d'accomplissement", mais l'a qualifiée de jeu facile à prendre en main pour les jeunes joueurs.
Le Daily Telegraph a attribué à la même version Wii une note de six sur dix et a déclaré que les commandes étaient "un peu molles et sa profondeur manquait cruellement, mais ce ne sont pas des préoccupations qui troubleront le public auquel elle est destinée". Cependant, The Guardian lui a attribué une note de deux étoiles sur cinq. Common Sense Media a attribué à la même version de la console deux étoiles sur cinq et a déclaré qu'elle était "remarquable pour le fait qu'elle célèbre la musique de Broadway - quelque chose que peu de jeux peuvent dire - mais ce n'est pas une expérience de jeu intéressante".